# Inter-Provincial Trophy 2025
Die Inter-Provincial Trophy 2025 (aus Sponsoringgründen auch Men's Rario T20 Inter-Provincial Trophy) war die 13. Saison des nationalen Twenty20 Cricket-Wettbewerbes in Irland, der vom 17. Juni bis zum 10. Juli 2025 ausgetragen wurde. Die Leinster Lightning gewannen den Wettbewerb und konnten sich damit ihren neunten Titel sichern.

## Format
Jede Mannschaft spielte gegen jede andere jeweils vier Mal. Für einen Sieg gab es 4 Punkte, für ein No Result oder Unentschieden 2 Punkte. Des Weiteren gab es einen Bonuspunkt, wenn die Run Rate 1,25-mal größer ist als die des Gegners war.

## Resultate
Tabelle
| Teams               | Sp. | S  | N | U | R | NR | BP | Ded | Punkte | NRR    |
| ------------------- | --- | -- | - | - | - | -- | -- | --- | ------ | ------ |
| Leinster Lightning  | 12  | 10 | 1 | 0 | 0 | 1  | 8  | 0   | 50     | +1.648 |
| Northern Knights    | 12  | 4  | 7 | 0 | 0 | 1  | 3  | 0   | 21     | +0.260 |
| Munster Reds        | 12  | 4  | 7 | 0 | 0 | 1  | 2  | 0   | 20     | −0.629 |
| North West Warriors | 12  | 4  | 7 | 0 | 0 | 1  | 2  | 0   | 20     | −1.225 |

Spiele
| 17. Juni Scorecard | Cork | North West Warriors 191-7 (20)          | – | Munster Reds 162 (18.3) |
|                    |      | North West Warriors gewinnt mit 29 Runs |   |                         |

| 17. Juni Scorecard | Cork | Leinster Lightning 153-7 (20)          | – | Northern Knights 156-2 (12.4) |
|                    |      | Northern Knights gewinnt mit 8 Wickets |   |                               |

| 18. Juni Scorecard | Cork | North West Warriors 130 (16.5)           | – | Leinster Lightning 134-6 (15.4) |
|                    |      | Leinster Lightning gewinnt mit 4 Wickets |   |                                 |

| 18. Juni Scorecard | Cork | Munster Reds 215-7 (20)          | – | Northern Knights 168 (15) |
|                    |      | Munster Reds gewinnt mit 47 Runs |   |                           |

| 19. Juni Scorecard | Cork | Northern Knights 175-5 (20)           | – | North West Warriors 66 (12.4) |
|                    |      | Northern Knights gewinnt mit 109 Runs |   |                               |

| 19. Juni Scorecard | Cork | Munster Reds 166-6 (20)                  | – | Leinster Lightning 169-4 (15.5) |
|                    |      | Leinster Lightning gewinnt mit 6 Wickets |   |                                 |

| 24. Juni Scorecard | Belfast | North West Warriors 181-6 (20)                       | – | Northern Knights 42 (6.1/7) |
|                    |         | North West Warriors gewinnt mit 38 Runs (D/L method) |   |                             |

| 24. Juni Scorecard | Belfast | Munster Reds 122-9 (20)                  | – | Leinster Lightning 123-4 (15.3) |
|                    |         | Leinster Lightning gewinnt mit 6 Wickets |   |                                 |

| 25. Juni Scorecard | Belfast | North West Warriors 143-8 (20)           | – | Leinster Lightning 147-2 (15.2) |
|                    |         | Leinster Lightning gewinnt mit 8 Wickets |   |                                 |

| 25. Juni Scorecard | Belfast | Northern Knights 177-6 (20)          | – | Munster Reds 152-6 (20) |
|                    |         | Northern Knights gewinnt mit 25 Runs |   |                         |

| 26. Juni Scorecard | Belfast | North West Warriors 138-8 (20)     | – | Munster Reds 142-8 (20) |
|                    |         | Munster Reds gewinnt mit 2 Wickets |   |                         |

| 26. Juni Scorecard | Belfast | Leinster Lightning 150-8 (20)          | – | Northern Knights 118 (18.2) |
|                    |         | Leinster Lightning gewinnt mit 32 Runs |   |                             |

| 1. Juli Scorecard | Magheramason | North West Warriors 186-7 (20)          | – | Munster Reds 129 (20) |
|                   |              | North West Warriors gewinnt mit 57 Runs |   |                       |

| 1. Juli Scorecard | Magheramason | Northern Knights 123 (18.4)              | – | Leinster Lightning 127-1 (12.3) |
|                   |              | Leinster Lightning gewinnt mit 9 Wickets |   |                                 |

| 2. Juli Scorecard | Magheramason | Munster Reds 170-6 (20)                           | – | Northern Knights 152-1 (11/11) |
|                   |              | Northern Knights gewinnt mit 72 Runs (D/L method) |   |                                |

| 2. Juli Scorecard | Magheramason | Leinster Lightning 193-5 (20)          | – | North West Warriors 114 (18.1) |
|                   |              | Leinster Lightning gewinnt mit 79 Runs |   |                                |

| 3. Juli Scorecard | Magheramason | Leinster Lightning | – | Munster Reds |
|                   |              | Spiel abgesagt     |   |              |

| 3. Juli Scorecard | Magheramason | Northern Knights | – | North West Warriors |
|                   |              | Spiel abgesagt   |   |                     |

| 8. Juli Scorecard | Dublin | Munster Reds 159-8 (20)                  | – | Leinster Lightning 160-2 (16) |
|                   |        | Leinster Lightning gewinnt mit 8 Wickets |   |                               |

| 8. Juli Scorecard | Dublin | Northern Knights 173-7 (20)               | – | North West Warriors 177-2 (18.3) |
|                   |        | North West Warriors gewinnt mit 8 Wickets |   |                                  |

| 9. Juli Scorecard | Dublin | Munster Reds 180-9 (20)          | – | Northern Knights 166 (18.3) |
|                   |        | Munster Reds gewinnt mit 14 Runs |   |                             |

| 9. Juli Scorecard | Dublin | North West Warriors 198-2 (20)           | – | Leinster Lightning 202-4 (18.4) |
|                   |        | Leinster Lightning gewinnt mit 6 Wickets |   |                                 |

| 10. Juli Scorecard | Dublin | Munster Reds 188-7 (20)           | – | North West Warriors 88 (13.3) |
|                    |        | Munster Reds gewinnt mit 100 Runs |   |                               |

| 10. Juli Scorecard | Dublin | Northern Knights 187-9 (20)              | – | Leinster Lightning 188-8 (19.2) |
|                    |        | Leinster Lightning gewinnt mit 2 Wickets |   |                                 |